# Tabarin (attore)
Tabarin, pseudonimo di Antoine Gerard (Verdun, 1584 – Parigi, 16 agosto 1633), è stato un attore teatrale francese, il cui nome è diventato l'eponimo francese per indicare i comici che si esibiscono in strada.

## Biografia
Iniziò la sua attività attorno al 1618 vendendo per strada, insieme al fratello Philippe, finti medicamenti presentati con linguaggio farsesco, realizzando grossi guadagni tanto che verso il 1624 i due fratelli acquistarono una villa nei pressi di Sens. I fratelli Girard si ritirarono verso il 1628, acquistando una signoria e vivendo come gentiluomini di campagna vicino a Orléans.
Una xilografia dell'epoca mostra Tabarin nei panni di un clown con baffi galanti e barba a punta, armato di una spada di legno troppo lunga e un morbido cappello di feltro grigio che manipola abilmente in forme divertenti. Il soprannome Tabarin deriverebbe dal termine francese tabard che indica il corto mantello tipico del personaggio di Scaramouche.
Secondo un'altra ipotesi, il nome risalirebbe a quello dell'attore veneziano Giovanni Tabarin che per primo avrebbe interpretato questa maschera nella seconda metà del XVI secolo, con il nome di Tabarrino.
Nei suoi spettacoli settimanali più elaborati recitavano anche altri attori, tra i quali la moglie. Le battute erano spesso di tipo osceno, nel genere tipico della commedia dell'arte apprezzato all'epoca dalla corte francese, rese più piccanti grazie ad allusioni su personaggi parigini dell'epoca, mescolate a barzellette locali, su cui poi erano basate le improvvisazioni.
Gli furono accreditate numerose farse e battute e già dal 1622 circolavano pubblicazioni economiche presentate come la sua "opera completa". Tra i suoi personaggi più di spicco vi erano quelli dei due vecchi Lucas e Piphagne, in parte riecheggiati nel Barbiere di Siviglia, le argute dame Francisquine e Isabella e il Capitano Rodomonte, una specie di Falstaff a sua volta ispirato al Miles gloriosus della commedia romana; da quest'ultimo personaggio è derivato il termine teatrale francese rodomontade per indicare le spacconate.
Sia Molière che La Fontaine, che lo lodavano, furono influenzati dal suo stile di battute rapide e grossolane e di lui si occuparono anche, molto tempo dopo la sua morte, Boileau e Voltaire, che nel suo Dizionario filosofico lo descrive così:
(Voltaire)
In piedi su una piattaforma eretta sulla Place Dauphine a Parigi, vestito con un cappotto attaccato all'altezza delle maniche (un "tabar") e pantaloni di lino bianco, sempre addobbato con un grande cappello in feltro, improvvisava monologhi, chiamava i passanti, dialogando con la folla o con un compagno. Le sue arringhe gli davano anche l'opportunità di vendere balsami e rimedi. Le tabarinades erano spesso pamphlet incisivi nello stile. Nella sua Raccolta di domande tabariniche dialoghi tra Tabarin e il suo maestro Mondor (interpretato da suo fratello Philippe Girard) si trovano una serie di domande che mirano a coprire tutti gli argomenti, sia filosofici che pratici, come "Possono ragione e verità andare d'accordo?", "Chi sono i migliori logici?", "Cosa è stato creato prima, l'uomo o la barba?" o "Perché i cani alzano la zampa mentre pisciano?"
Il termine "tabarin" è stato ripreso negli anni venti del XX secolo per indicare anche un cabaret, raffigurato da un manifesto di Paul Colin.
Le sue opere sono raccolte nell'Inventario Universale delle Opere di Tabarin, pubblicato a Parigi nel 1622 e poi ristampate nel 1858 da Gustave Aventin in due volumi.